# Linda Creemers
Linda Creemers (* 13. Januar 1985 in Weert) ist eine niederländische Tischtennisspielerin. Sie gewann bis heute (Juni 2019) sieben nationale Titel und wurde mit der niederländischen Mannschaft viermal Europameister.

## Werdegang
Linda Creemers' Eltern spielten beide Tischtennis und machten so ihrer Tochter den Tischtennissport schmackhaft.
Linda Creemers wurde von 2002 bis 2013 siebenmal niederländische Meisterin: 2003 (mit Carla Nouwen), 2004 (mit Mirjam Hooman-Kloppenburg) und 2013 (mit Li Jiao) im Doppel sowie 2002, 2003, 2010 und 2011 (stets mit Daan Sliepen) im Mixed. Einen Einzeltitel konnte sie nicht erringen.
Von 2008 bis 2011 gewann sie bei allen vier Europameisterschaften Gold mit der niederländischen Damenmannschaft.
Linda Creemers spielte zunächst mit dem Verein Arboned/Westa in der niederländischen Liga, danach beim spanischen Colosa Telecyl. 2008 wechselte sie zum deutschen Verein TTK Anröchte, mit dem sie 2010 in die 1. Bundesliga aufstieg. 2011 verließ sie Anröchte Richtung TSV Heeren, später schloss sie sich den Verein TTV Hövelhof an, um 2016 wieder zum TTK Anröchte zurückzukehren. Ein Jahr später wurde sie vom TuS Bad Driburg verpflichtet.
In der ITTF-Weltrangliste belegte Linda Creemers im Oktober 2010 Platz 118, ihre bisher beste Platzierung.

## Privat
Linda Creemers – heute Van de Leur-Creemers – hat eine Tochter.